# Donato Antonio Altomare
Donato Antonio Altomare (Napoli, 1520 – Napoli, 1566) è stato un medico italiano.

## Biografia
Importante figura della medicina italiana del XVI secolo, rinnegò le scoperte e le innovazioni accecato dalla fedeltà ai vecchi metodi di origine araba.

## Opere
- De medendis humani corporis malis ars medica (1553)